# Студенческие волнения в Бухаресте (1956)
Студенческие волнения в Бухаресте (рум. Mișcările studențești din București din 1956) — студенческое антикоммунистическое демократическое движение в Социалистической республике Румынии. Во многом было вдохновлено событиями Польского октября.
Хотя в коммунистической Румынии не было студенческих протестов в поддержку Гомулки, большинство румынских студентов были проинформированы о Венгерской революции, частично через Радио Свободная Европа и другие западные радиостанции. Их интерпретация событий в Венгрии состояла в том, что при коммунизме студенты были той группой, которая должна была инициировать такие протесты, и что, как только восстание начнется, к нему присоединятся все массы.
В обращении к Московскому комсомолу 8 ноября 1956 года Никита Хрущев упомянул студенческие протесты, заявив, что в одном из учебных заведений Румынии среди студентов наблюдаются нездоровые настроения . Он также поздравил Румынскую коммунистическую партию с тем, что она быстро и эффективно справилась с этими протестами.

## Ход событий
Хотя студенты восхищались венгерскими революционерами, они были несколько сдержанны в отношении их лидера Имре Надя . Надь жил в Советском Союзе с 1929 по 1944 год, и, по собственному опыту, румыны видели, что коммунистические лидеры, привезенные и поставленные Красной армией, были гораздо хуже доморощенных коммунистов.
Студенты, следившие за ситуацией в Венгрии, также внимательно следили за международной обстановкой. Хотя западные радиостанции заверяли революционеров в поддержке Запада, румынские студенты были настроены довольно скептически, видя пассивную позицию и воздержание от вооруженного вмешательства со стороны США и стран Западной Европы.
Во многих высших учебных заведениях, а также в некоторых средних школах начались протесты во время занятий по политике и русскому языку . Столкнувшись с враждебно настроенными студентами, ряд преподавателей были вынуждены покинуть свои аудитории. Преподаватели получили приказ попытаться успокоить студентов. Для руководства партии беспорядки, которые имели место во время занятий по русскому языку, были особенно серьёзным делом, поскольку все это происходило в октябре, месяце, который был посвящен румыно-советской дружбе в честь Октябрьской революции.
Первая организационная акция была подготовлена подпольной группой, которая установила связи между всеми факультетами с целью организации протеста.
28 октября 1956 года радиостанция, называющая себя «Румыния будущего. Голос сопротивления», начала вещание на разных волнах. Неизвестно, откуда вещала эта секретная станция; по одному из предположений она находилась в Югославии . Станция, считавшаяся националистической, представила требования студентов, в том числе:
- "Возвращение украденных провинций Бессарабии и Буковины ".
- «Изгнание из Румынии сталинистов, скомпрометировавших коммунизм и принесших в страну страх и голод».

В результате попытки организовать студенческое восстание в Тимишоаре 30-31 октября было арестовано более 3000 студентов. (Одним из арестованных был Петер Фройнд, который утверждал, что чудом избежал расстрела; позже он стал профессором теоретической физики в Чикагском университете .) У лидеров студенческого движения Бухареста не было точной информации о том, что произошло в Тимишоаре, но через различные косвенные каналы они узнали, что ситуация была очень серьёзной.
Поддержка студенческого протеста начала уменьшаться. Понимая, что если протест состоится, его больше нельзя откладывать, 2 ноября 1956 года комитет действий во главе с Александру Ивасюком и Михаем Виктором Сердару решил организовать публичный студенческий митинг. Поскольку 3 ноября было слишком рано, чтобы обеспечить достаточную мобилизацию, митинг был запланирован на 5 ноября на Университетской площади . Оргкомитет решил, что во время протеста следует избегать насилия, а также любой реакции на провокации. Студенты факультетов литературы и права написали серию манифестов, в которых изложили свои требования и призвали остальное население встать на их сторону. Они просили, чтобы было оказано твердое сопротивление злоупотреблениям Коммунистической партии, чтобы был создан прецедент для осуществления демократических прав, включая право на собрания, и чтобы власти начали переговоры. Манифесты также содержали лозунги, такие как «Больше никаких курсов русского языка и марксизма», «Мы требуем науки, а не политики в университетах» или «Следуйте примеру венгерских, чешских и польских студентов». Распространение этих манифестов было прекращено, когда произошли первые аресты.
4 ноября Советская Армия неожиданно заняла Будапешт и другие жизненно важные центры Венгрии. Хотя жестокое вмешательство в Венгрии было доказательством того, что студенческие протесты в Румынии имели мало шансов на успех, организаторы считали, что движение должно продолжаться и что протест должен состояться. В то же время в Бухаресте были арестованы некоторые студенты, в том числе несколько инициаторов протеста.
В ночь с 4 на 5 ноября войска Министерства внутренних дел заняли Университетскую площадь. Движение было полностью остановлено, и вся площадь, обычно используемая транспортными средствами перед университетом, была заполнена грузовиками, в которых на скамейках сидели солдаты, вооруженные автоматическим оружием, готовые вмешаться. Протест стало абсолютно невозможным для проведения. Дополнительные вооруженные войска были сосредоточены внутри здания университета и в других близлежащих зданиях. Все те, кто намеревался протестовать, увидели, что происходит, как только вошли на площадь, и продолжили движение. Однако они не знали, что у входов на площадь стояли члены партии с различных факультетов, которые записывали имена всех, кто проходил по этой территории.